# Rhinecanthus abyssus
Rhinecanthus abyssus is een straalvinnige vissensoort uit de familie van trekkervissen (Balistidae). De wetenschappelijke naam van de soort is voor het eerst geldig gepubliceerd in 1989 door Matsuura & Shiobara.